# نانسي لاموت
نانسي لاموت (بالإنجليزية: Nancy LaMott)‏ (30 ديسمبر 1951 في ميدلاند، ميشيغان - 13 ديسمبر 1995 في مدينة نيويورك) مغنية اشتهرت بدايتها في ملهى ليلي في مدينة نيويورك في الثمانينات وخرجت إلى الراديو والساحة المحلية والدولية في التسعينات. إلى جانب كارين ميسون، كانت أول مطربة تعمل على مدى طويل ومستمر في " Don't Tell Mama" في مدينة نيويورك. ذهبت للغناء في جميع الأندية الليلية الصغيرة في نيويورك، وبدأت تسجيل الأغاني في أوائل التسعينات.
في عام 1991، قام كاتب الأغاني والمنتج ديفيد فريدمان بتسجيل غلاف البوم غنائي لـ نانسي، مكونة من MIDDER Music Records و Inc بمشاركة كريستوفر مارلو على البيانو وقاموا بتسجيل أول قرص مدمج لها. لقد كان نجاحًا فوريًا في عالم الملاهي الليليه، وفي كل عام كان فريدمان يستخدم أرباح القرص المضغوط السابق لتسجيل آخر. أدى إطلاق وشعبية اسطوانات أغاني نانسي إلى أن تصبح مغنية بشكل منتظم في أكثر الملاهي الليلية المرموقة في نيويورك، مثل  Tavern on the Green و The Oak Room في Algonquin، حيث حطمت نظرية الاستماع إلى التسجيلات في المنزل لدى الحضور. في عام 1993، اكتشف جوناثان شوارتز لاموت وأصبحت العنصر الرئيسي في برامجة الإذاعية التي كانت تُبث على الصعيد الدولي. كتب فريدمان العديد من أغانيه عن نانسي، بما في ذلك We Can Be Kind و We Live on Borrowed Time و Just in Time For Christmas (lyrics by David Zippel). أغاني فريدمان Listen To My Heart, I'll Be Here With You و Your Love كانت جميعها ألحان موقعة من أجل لاموت. 
في عام 1994، استغل المنظم بيتر ماتز لاموت للغناء في حفل تكريم ألان ومارلين بيرغمان في لوس أنجلوس، وكان نجاحها في هذا الحفل هو ما قذف بها إلى الساحة المحلية. وقعت ماتز على إنتاج ألبوم لاموت الخامس، Listen To My Heart  ، وجذب هذا القرص اهتماما محلياً كبيراً نحو لاموت. قدمت لاموت عرضين في البيت الأبيض للرئيس بيل كلينتون وهيلاري كلينتون. كما غنت في قاعة كارنيجي، والتقليدات السنوية للملاهي الليلية في Town Hall وغنّت دائمًا أغنية الختام في احتفال جون زنيدرسي في الاحتفال بالحياة. شاركت أيضا في العديد من إستحقاقات العمل لجمع الأموال لأسباب تتعلق بالإيدز وحقوق الإنسان، وأدت الحفلات الموسيقية الرئيسية في مسقط رأسها ميدلاند ميتشيجان، و «مسقط رأسها الثاني» في سان فرانسيسكو.
في عام 2008، وصل ألبومها " Ask Me Again " الذي صدر بعد موتها، والذي شمل الأغاني التي سجلتها بين عامي 1988 و 1995، إلى رقم 12 على لائحة Top Jazz Albums  ل Billboard magazine's إنتهت حياتها القصيرة بشكل مأساوي عقب إصابتها بسرطان الرحم في عام 1995 عندما كانت قد بدأت في تحقيق النجاح التجاري منقطع النظير.

## روابط خارجية
- نانسي لاموت على موقع IMDb (الإنجليزية)
- نانسي لاموت على موقع ميوزك برينز (الإنجليزية)
- نانسي لاموت على موقع قاعدة بيانات برودواي على الإنترنت (الإنجليزية)
- نانسي لاموت على موقع أول ميوزيك (الإنجليزية)
- نانسي لاموت على موقع ديسكوغز (الإنجليزية)